# Aiouea maguireana
Aiouea maguireana är en lagerväxtart som först beskrevs av Allen, och fick sitt nu gällande namn av S. Renner. Aiouea maguireana ingår i släktet Aiouea och familjen lagerväxter. Inga underarter finns listade i Catalogue of Life.